# Gmsh
GmshはChristophe GeuzaineとJean-Francois Remacleによって開発された、有限要素法におけるメッシュ作成ソフトウェアである。Gmshは自由ソフトウェアであり、リンク例外条項を伴ったGNU General Public Licenseの下で公開されている。Gmshはジオメトリ・メッシュ・ソルバ・ポストプロセシングの4つのモジュールを持つ
。Gmshはパラメトリック入力をサポートしており、高度な可視化機能を持っている。